# Кутуш (Брашов)
Кутуш (рум. Cutuș) насеље је у Румунији у округу Брашов у општини Кризбав. Oпштина се налази на надморској висини од 570 m.

## Становништво
Према подацима из 2002. године у насељу је живело 732 становника.

### Попис2002.
| Расподела становништва по националности 2002.‍ | Расподела становништва по националности 2002.‍ | Расподела становништва по националности 2002.‍ | Расподела становништва по националности 2002.‍ | Расподела становништва по националности 2002.‍ |
| --------------------------------------------- | --------------------------------------------- | --------------------------------------------- | --------------------------------------------- | --------------------------------------------- |
|                                               |                                               |                                               |                                               |                                               |
| Румуни                                        | Румуни                                        |                                               | 618                                           | 84,5%                                         |
| Роми                                          | Роми                                          |                                               | 104                                           | 14,2%                                         |
| неизјашњени                                   | неизјашњени                                   |                                               | 9                                             | 1,2%                                          |